# Aleksandra Cotti
Aleksandra Cotti (San Giovanni in Persiceto, 13 dicembre 1988) è un'ex pallanuotista e allenatrice di pallanuoto italiana, allenatrice della squadra femminile della Rari Nantes Florentia. Dal 2021 è anche allenatrice delle giovanili della nazionale italiana. Nel 2023 allena la nazionale italiana femminile impegnata alle Universiadi di Chengdu, dove ottiene una medaglia d'argento.

## Palmarès

### Giocatrice

#### Club
- Campionato italiano: 3

Fiorentina: 2006-07
Pro Recco: 2011-12
Rapallo: 2012-13
- LEN Champions Cup: 2

Fiorentina: 2006-07
Pro Recco: 2011-12
- Coppe LEN: 1

Rapallo: 2010-11
- Supercoppa LEN: 2

Fiorentina: 2007
Pro Recco: 2011
- Coppe Italia: 1

Rapallo: 2013-14

#### Nazionale
- Olimpiadi

Rio de Janeiro 2016: 
- World League

Tianjin 2011: 
Kunshan 2014: 
- Europei

Eindhoven 2012: 
Belgrado 2016: 

### Allenatrice
- Universiadi

Chengdu 2023: 